# Getting Over It with Bennett Foddy
Getting Over It with Bennett Foddy là một trò chơi platform được phát triển bởi Bennett Foddy. Trò chơi được phát hành vào tháng 10 năm 2017 Humble Monthly, vào ngày 6 tháng 10 năm 2017, tổng số người chơi đã lên đến 2,7 triệu người. Sau đó nó được phát hành trên Steam vào ngày 6 tháng 12 năm 2017. trò chơi cũng được ra mắt trên hệ iOS cùng ngày. Phiên bản Android được ra mắt vào ngày 25 tháng 8 năm 2018.

## Cách chơi

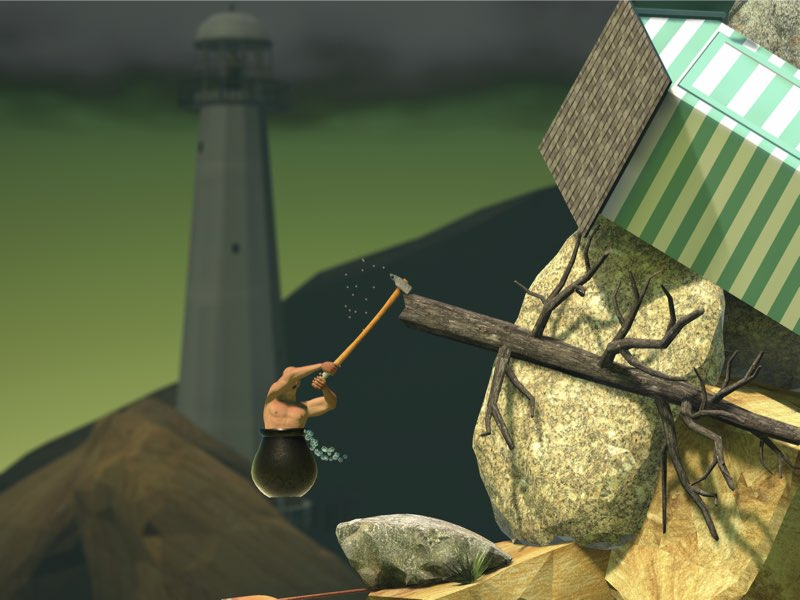
Người chơi chỉ được leo núi bằng búa

Trong Getting Over It, bạn sẽ hóa thân vào một người đàn ông tên Diogenes bị mắc kẹt trong một cái vạc và dùng cây búa Yosemite để nhấc cơ thể. Bằng cách sử dụng chuột (bộ điều khiển cũng được hỗ trợ nhưng sẽ khó hơn).
Trò chơi được đi kèm với giọng nói bình luận của Bennett Foddy về các chủ đề triết học khác nhau. Bình luận cũng cung cấp các trích dẫn liên quan đến sự thất vọng và sự kiên trì khi tất cả công lao của người chơi biến mất.
Trò chơi sẽ càng ngày càng khó khi người chơi càng lên cao. Người chơi sẽ không được lưu tiến trình hiện tại; Họ có nguy cơ mất hết toàn bộ. Trò chơi sẽ kết thúc khi người chơi lên tới điểm cao nhất và bay lên vũ trụ. Sau đó trò chơi sẽ hỏi người chơi đang có quay cảnh mình chơi không. Nếu không, người chơi sẽ được chuyển tới phòng chat để trò chuyện với những người chơi khác đã hoàn thành xong màn chơi.

## Chi tiết ẩn
Bad ending
Trong đỉnh tháp cuối cùng, nếu đầu búa bị kẹt về phía bên phải và nhân vật rơi xuống, Foody sẽ nói bạn đã gặp kết thúc tồi tệ, và bạn bị kẹt trong đó và không thể lên được.
Hộp quà
Có thể bạn sẽ gặp hộp quà sau khi treo máy khoảng một lúc ở nơi nào đó, khi đến gần hộp quà đàn quạ sẽ bay ra, có thể khiến người chơi giật mình.
Sexy hiking
Ở chặng đường cuối cùng, nếu bạn qua cái tháp đó nhưng nhảy sang bên phải thì bạn sẽ thấy nhân vật trong trò chơi Sexy hiking.

## Phát triển
Khi lớn lên, Foddy đã rút ra nhiều bài học sau khi chơi những tụa game khó; vào những năm 80 và 90 ở Úc, ông đã rất khó chịu với những tựa game nhập khẩu, nó không hề lưu lại tiến trình người chơi và bắt buộc phải chơi lại từ đầu khi thua, chẳng hạn như Jet Set Willy. Vào những năm 90, các trò chơi ở Hoa Kỳ và Nhật Bản xuất hiện những checkpoint để người chơi khỏi phải chơi lại từ đầu. Foddy nói, "Cái 'hương vị' chơi lại từ đầu dần dần biến mất. Mỗi người ở độ tuổi nào đó có thể nếm nó hoặc tất cả mọi người, nhưng nó đã trở thành một thiết kế chính thức"
Gần đây, Foddy đã thấy sự trở lại của những tựa game cực khó như sê-ri Dark Souls. Vào tháng 8 năm 2017, Foddy quan sát thấy rằng tựa game Hellblade: Senua’s Sacrifice đã vấp phải khá nhiều ý kiến trái chiều về hệ thống save cũng như gameplay của nó. Nếu để tử trận quá nhiều lần, vết dầu đen trên cánh tay phải sẽ dần lan đến đầu của nhân vật chính, và sau một số lượng load lại màn nhất định, tựa game sẽ xóa luôn file save của bạn, bắt bạn phải chơi lại từ đầu. Foddy nói, "bất cứ khi nào bạn thấy điều gì đó bác bỏ một thiết kế chính thống mạnh mẽ thì nó cực kỳ thú vị bởi vì nó mở ra những con đường mới để thăm dò", Và "Getting over it" đã ra đời.
Getting Over It được lấy cảm hứng từ Sexy Hiking, một tựa game được phát hành bởi Jazzuo nhà thiết kế trò chơi người Czech vào năm 2002 nhằm mục đích làm cho người chơi ức chế.

## Đánh giá

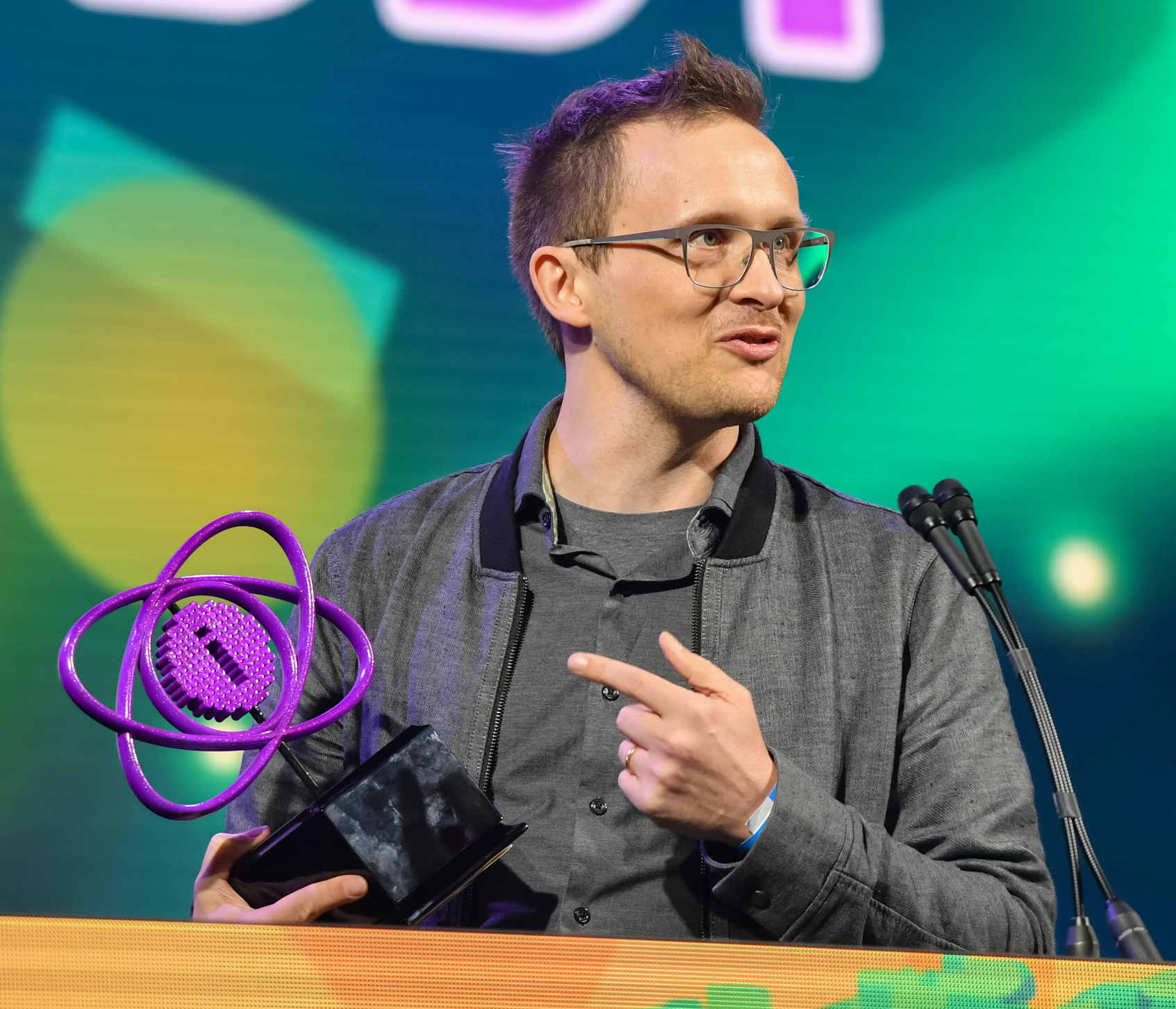
Foddy đang nhận giải Nuovo Award với tựa game Getting Over It vào năm 2018 tại Liên hoan Game Độc lập

Getting Over It đã nhận được những phản ứng tích cực từ các nhà phê bình trong đó có Austin Wood từ tạp chí PC Gamer. Trò chơi được xếp vào danh sách những tựa game PC hay nhất trên trang web Rock, Paper, Shotgun  và GameSpot nói rằng nó là trò chơi độc đáo, kỳ lạ nhất năm 2017. Nó còn được xếp thứ 36 trong 50 trò chơi hay nhất 2017 trên trang web Polygon.